# 14791 Atreus
14791 Atreus è un asteroide troiano di Giove del campo greco. Scoperto nel 1973, presenta un'orbita caratterizzata da un semiasse maggiore pari a 5,1474465 UA e da un'eccentricità di 0,1606436, inclinata di 2,93669° rispetto all'eclittica.
L'asteroide è dedicato ad Atreo, figura della mitologia greca, figlio di Pelope e di Ippodamia, fratello di Tieste e padre di Agamennone e Menelao.